# Cercocarpus montanus
Cercocarpus montanus es una especie de pequeño árbol o arbusto perteneciente a la familia Rosaceae.

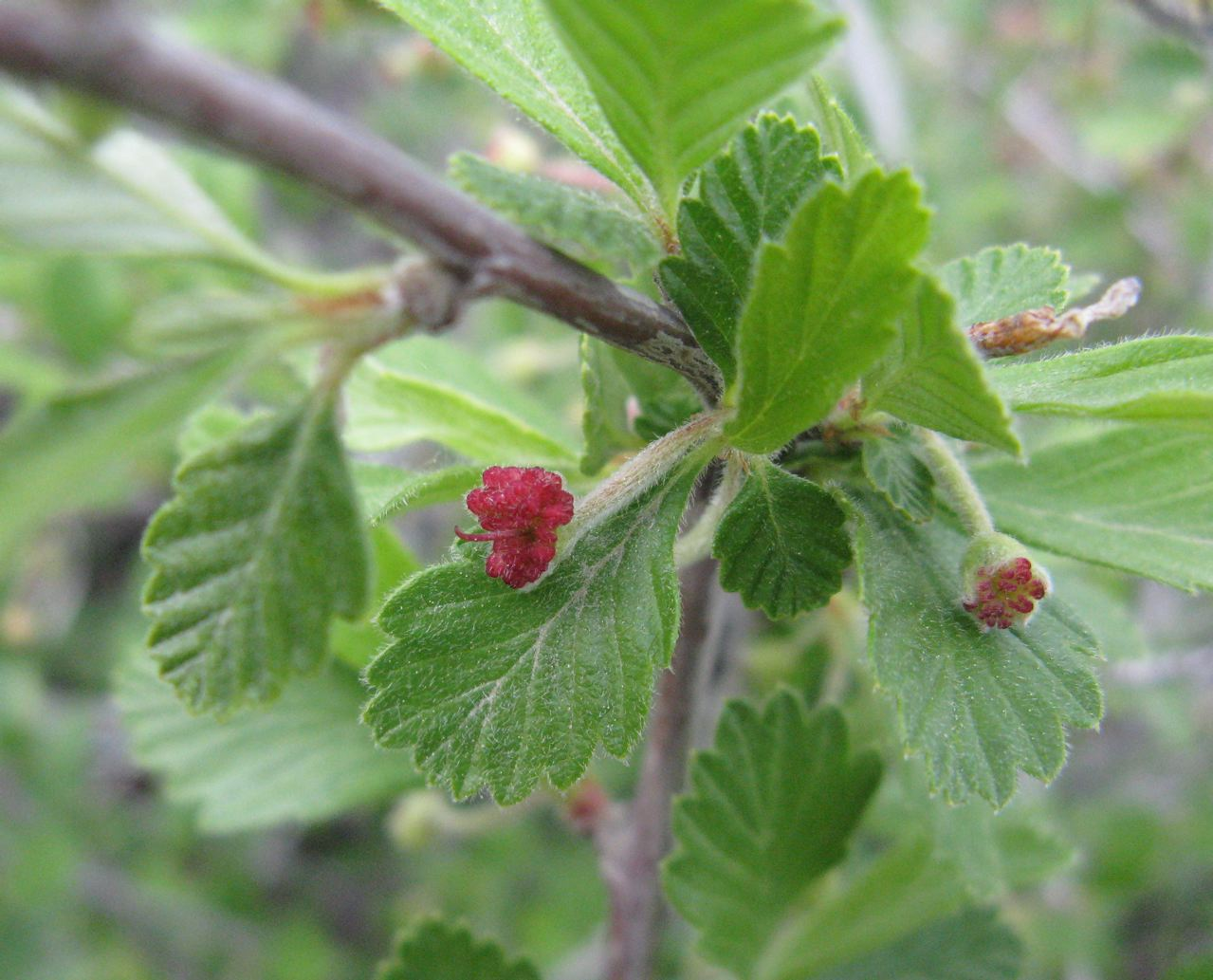
Las flores aparecen de color rojo cuando se abre por primera vez

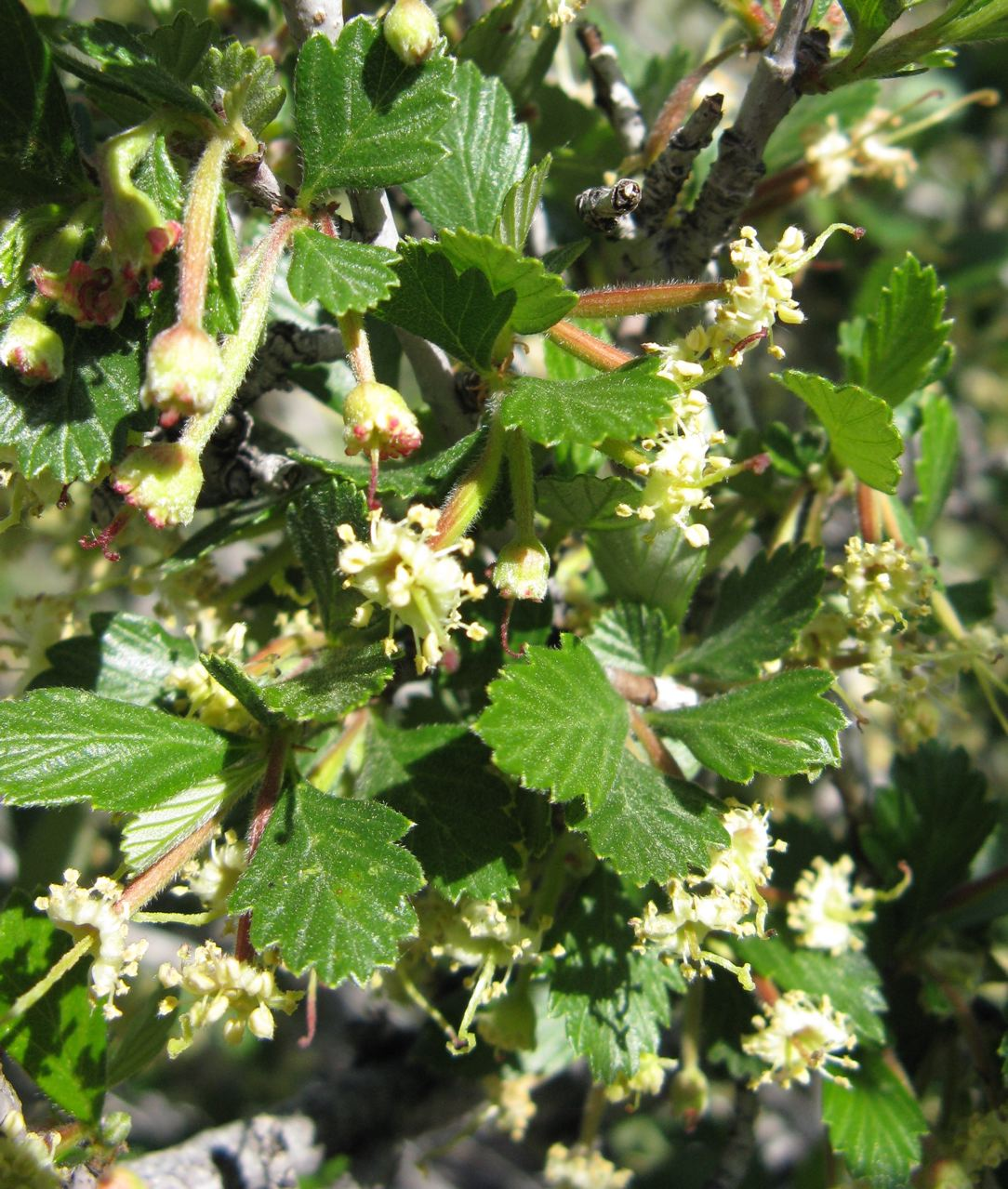
Las flores son de color amarillo cuando se abren totalmente

## Distribución y hábitat
Cercocarpus montanus es común en el chaparral, en mesetas y en las estribaciones más bajas de los sudorientales Montañas Rocosas de América del Norte. Se encuentra en Nebraska, el oeste de Oklahoma, el suroeste de Dakota del Sur, Colorado, Wyoming, Utah, Nuevo México y de Texas.

## Descripción
C. montanus a menudo permanece por debajo de 1 metro de altura a causa del ramoneo por los alces y ciervos, pero puede alcanzar los 6,1 m. Cuenta con corteza fina y suave. La especie se considera que puede vivir mucho tiempo.

## Taxonomía
Cercocarpus montanus fue descrita por Constantine Samuel Rafinesque y publicado en Atlantic Journal 1(4): 146. 1832.
Variedades
- Cercocarpus montanus var. argenteus (Rydb.) F.L.Martin
- Cercocarpus montanus var. blancheae (C.K.Schneid.) F.L.Martin
- Cercocarpus montanus var. glaber (S.Watson) F.L.Martin
- Cercocarpus montanus var. macrourus (Rydb.) F.L.Martin
- Cercocarpus montanus var. minutiflorus (Abrams) F.L.Martin
- Cercocarpus montanus var. paucidentatus (S.Watson) F.L.Martin

Sinonimia
- Cercocarpus flabellifolius Rydb.
- Cercocarpus montanus var. flabellifolius (Rydb.) Kearney & Peebles
- Cercocarpus montanus var. montanus[8][9]